# Internet Broadway Database
 (septembre 2024).
Si vous disposez d'ouvrages ou d'articles de référence ou si vous connaissez des sites web de qualité traitant du thème abordé ici, merci de compléter l'article en donnant les références utiles à sa vérifiabilité et en les liant à la section « Notes et références ».
L’Internet Broadway Database (IBDB ou Base de données sur Broadway de l’Internet) est une base de données en ligne sur le théâtre, sur le modèle de l’IMDb, restituant gratuitement les informations concernant les pièces, les acteurs, actrices, metteurs en scène, dramaturges et toutes personnes et entreprises intervenant dans l’élaboration d’un spectacle, d’une pièce de théâtre ou d’une comédie musicale se déroulant à Broadway (New York). Ce site est géré par la Ligue des directeurs et producteurs de théâtres américains (League of American Theatres and Producers) et l’État de New York.

## Historique
IBDB a été conçu et créé en 1996 par Karen Hauser, directeur de The Broadway League.